# 諸葛紫岐
諸葛紫岐（Marie Zhuge，1983年8月20日—），出生於北京，籍貫山東，香港著名藝人，自稱是蜀漢丞相諸葛亮第63代後人，曾任模特兒、演員，於加拿大求學時曾於華語電視頻道擔任主播。現已婚，丈夫是香港Neway卡拉OK店的「二少東」薛嘉麟，現育有兩子。

## 經歷
諸葛紫岐出生於北京。六歲起移民加拿大溫哥華，在溫哥華居住時，曾用藝名諸葛一文（Noriko）在當地華語電視台新時代電視的國語頻道城市電視擔任主播， 主持《城市妙聽聞》節目。
其後到香港發展，從模特兒踏足娛樂圈，亦曾參演幾部香港電視廣告，包括凍胚芽好立克、佳能數碼相機、香港旅遊協會等。參與演出的電影有《每當變幻時》及《保持愛你》。及後創辦娛樂公司, 及涉足商界, 業務遍佈香港、
北京及新加坡。2015年受邀「國際生態保護基金會」擔任愛心大使；2018年更榮獲《香港商報》頒發「傑出商界女領袖」獎項。

## 演出作品

### 節目主持
- 城市電視：城市妙聽聞
- 亞洲電視：泰國好味道、韓國好味道（2011）

### 電影
- 每當變幻時（2007）
- 保持愛你（2009）
- 最強囍事（2011）

### 電視劇
- 幸福三顆星（2011）
- 主播新人王（2011）（亞洲電視）

## 外部連結
- 諸葛紫岐的Instagram帳戶（繁體中文）
- 諸葛紫岐的新浪微博（繁體中文）